# Andrea Domestici
Andrea Domestici (Roma, 27 luglio 1964) è un fumettista e disegnatore italiano.

## Biografia
Andrea Domestici comincia a lavorare nel mondo dell'editoria nel 1984, collaborando con le Edizioni Cioè. Nel 1987 esce in edicola fondando il mensile Crak il rompimonotonia. Dal 1990 al 1993 è responsabile artistico del settimanale Tiramolla.
Crea, assieme a Lorenzo Bartoli, Arthur King. Il mensile dedicato al personaggio esce nelle edicole a partire dal 1993, continuando le pubblicazioni fino al 1997.
Alla chiusura di AK, assieme alla moglie Serena Guidobaldi si dedica al progetto dei Movie Comics. Il progetto dei Movie Comics prevede che degli attori, alcuni dei quali sono personaggi fittizi quali Alessio Trincia e Raoul Raccapriccio da lui creati, "recitino" assieme a personaggi reali. I personaggi fittizi vengono quindi disegnati nel loro ruolo (che dipende dal fumetto), a fianco ai personaggi reali che danno la loro disponibilità, fra i quali ci sono Ramona Badescu, Little Tony, Frankie hi-nrg mc e molti altri.
Sempre nell'ambito del progetto Movie Comics, dal 1997 al 2000 pubblica gli albi della saga fantasy comica Arethel, su testi di Guidobaldi.
Si dedica quindi a delle collaborazioni con gli enti pubblici e la RAI. Nel 2002 crea Pino il Pinguino e le sue animazioni per il Dipartimento della Funzione Pubblica dedicato ai bambini. Nel 2003 è la volta di Sketch, mascotte del programma Daily Strip su Raisat Ragazzi a cui segue la serie Sara, Pol e suo fratello per RaiTre.
Nel 2009 esce in Francia L'enfant des moucherons (Il bambino dei moschini), fumetto realizzato su testi di Paolo Di Orazio. Da settembre 2012 l'opera è pubblicata a puntate nella rivista per ragazzi The Garfield show.
Nel 2011 torna in edicola con la serie Wow, pubblicata sulla rivista settimanale Skorpio della Editoriale Aurea, su testi di Bartoli. Nel 2011 segue un mensile da edicola creato con Bartoli, Alice Dark.
Dal 2012 è tra gli autori del settimanale di satira Il ruvido. Nello stesso anno esce, su testi di Serena Guidobaldi, la graphic novel "Autopsia Psicologica", ed. Nuvoloso.
Nel 2013-2014 lavora con Eli Edizioni  e La Spiga Edizioni come illustratore di libri per ragazzi.
A novembre 2014 è uscito il nuovo BRAND per ragazzi "ANIMALUT" creato insieme a Claretta Muci e nella loro prima apparizione  sono testimonial del progetto "L'Italia che fa scuola" presso i supermercati SISA e le scuole dal 17 novembre 2014 al 2015.
Dal 2014 ad OGGI è al lavoro come illustratore, creatore grafico e disegnatore della nuova serie a fumetti "Le avventure di DePennutis&Falcon" per  IL GIORNALINO storico settimanale per ragazzi edito da Periodici San Paolo di cui sono usciti i primi 4 episodi e altri 5 sono in lavorazione.
Da ottobre 2015 inizia a collaborare come illustratore per Editrice LA SCUOLA.
Dal 2016 ad oggi è illustratore di vignette e giochi enigmistici per  il settimanale OGGIEnigmistica(RCS).
Nel 2017 i suoi Polli Domestici(www.pollidomestici.com) sono protagonisti di una serie di biglietti d'auguri distribuiti nelle migliori cartolerie da BIEMBI.
Da settembre 2017 lavora in esclusiva come illustratore di libri per la scuola in Portogallo per AREAL EDITORES e PORTO EDITORA.